# Andrew Birkin
Andrew Timothy Birkin (ur. 9 grudnia 1945 w Londynie) – brytyjski scenarzysta i reżyser filmowy

## Życiorys
Urodził się w londyńskiej dzielnicy Chelsea jako syn angielskiej aktorki Judy Campbell (1916–2004) i Davida Birkina (1914-1991), komandora podporucznika Królewskiej Marynarki Wojennej i szpiega podczas II wojny światowej. Jego młodsza siostra Jane Birkin (ur. 1946) została aktorką i piosenkarką. Uczęszczał do Elstree School, gdzie jeden z nauczycieli zapamiętał go jako „jednego z najbrzydszych chłopców, którzy kiedykolwiek przeszli przez Elstree”. Naukę kontynuował w Harrow School. W wieku 16 lat opuścił szkołę, aby pracować jako roznosiciel listów w londyńskim biurze w 20th Century Fox, kończąc studia w Elstree Studios. W 1963 pracował jako goniec podczas produkcji dramatu Guya Hamiltona Man in the Middle (1964) z Robertem Mitchumem, a także jako goniec w czasie realizacji dramatu Charlesa Crichtona The Third Secret (1964) ze Stephenem Boydem, Richardem Attenborough i Judi Dench. Latem 1966 roku Kubrick awansował go na zastępcę  dyrektora ds. efektów specjalnych na planie filmu fantastycznonaukowego Stanleya Kubricka 2001: Odyseja kosmiczna (1968); później nakręcił psychodeliczne sekwencje drugiej jednostki nad Szkocją, a w 1967 nadzorował sceny do przednich płyt projekcyjnych Dawn of Man na pustyni Namib. W 1968 Kubrick ponownie zaangażował go jako asystenta reżysera w jego niezrealizowanym filmie biograficzno-historycznym Napoleon.
Po krótkim okresie pracy dla The Beatles jako pierwszy asystent reżysera filmu Magical Mystery Tour (1967), Birkin zaczął pisać scenariusze dla filmu i telewizji, w tym ekranizacji legendy Flecista z Hameln w reż. Jacquesa Demy The Pied Piper (1972) z Donaldem Pleasence, Johnem Hurtem, Donovanem i Dianą Dors, Za drzwiami Trzeciej Rzeszy (Inside the Third Reich, 1972), która obejmowała roczną współpracę z Albertem Speerem, oraz Flame (1975) dla zespołu rockowego Slade, który zdobył nagrodę Mojo Vision w 2007. 
Pracował nad adaptacją filmu Piotruś Pan (1975) dla NBC z Mią Farrow w roli tytułowej, Dannym Kaye jako kapitanem Hukiem, Jill Gascoine jako Wendy i Johnem Gielgudem jako narratorem. Stworzył trylogię The Lost Boys (1978) dla BBC o twórcy Piotrusia Pana J.M. Barrie z Ianem Holmem; film zdobył nagrody - Writers' Guild of Great Britain i Royal Television Society. 
W 1980 Birkin otrzymał nagrodę BAFTA i nominację do Oscara za swój krótkometrażowy film Sredni Vashtar, który również wyprodukował i wyreżyserował. W 1984 napisał scenariusz do filmu Jean-Jacques'a Annauda Imię róży (1986) na podstawie powieści Umberto Eco. W 1988 napisał scenariusz i wyreżyserował Palący sekret według powieści Stefana Zweiga. Obraz, w którym główne role zagrali Klaus Maria Brandauer i Faye Dunaway, zdobył trzy nagrody na 45. MFF w Wenecji.
W 1993 Birkin napisał i wyreżyserował Cementowy ogród, zrealizowany na podstawie powieści Iana McEwana Betonowy ogród (1978), za który otrzymał Srebrnego Niedżwiedzia za najlepszą reżyserię na 43. MFF w Berlinie. 
W 1998 współpracował z Lukiem Bessonem przy scenariuszu Joanna d'Arc, a w 2004 napisał scenariusz do filmu Toma Tykwera Pachnidło: Historia mordercy.  